# Castell d'Argüeso
El Castell de San Vicente de Argüeso, del municipi de Hermandad de Campoo de Suso (Cantàbria), també anomenat Castell d'Argüeso, és una fortificació construïda a finals del segle xii. Disposa de dues torres quadrades emmerlatades, amb finestres d'arc ogival. En el cos central s'obren dues portes d'accés, ambdues amb un arc alleugerat apuntat reforçades per les corseres o balcons defensius, elements que era molt freqüent atès que permetien un control vertical; per tant, s'utilitzaven a la fortificació per a protegir-ne les portes.
Les corseres podien ser de fusta (cadafal) com la que es troba sobre la porta principal, o de pedra (matacà o lladronera) en el mur del castell, una al nord i l'altra al sud, en la base del matacà de pedra hi ha uns forats fets per dificultar-ne l'accés a l'enemic. En la façana posterior s'obre una altra porta d'entrada amb arc apuntat. La muralla i les torres es protegeixen amb merles. Interiorment el cos està dividit en tres pisos més baixos que les torres. El castell fou declarat Bé d'Interès Cultural el 13 de setembre de 1983.
La fortificació, de planta poligonal, està situada sobre un turò a la part occidental del poble d'Argüeso. Disposa d'una situació estratègia per al control de la transhumància estacional on la ramaderia és la font principal de riquesa de la zona. Molt a prop del castell es localitza el port de muntanya de Palomera, on hi transita la ruta que baixa fins al Valle de Saja.
El castell, de l'època cristiana medieval, tenia una funció tant defensiva (assegurant un espai de difícil accés) com ofensiva. Les dues torres, construïdes en moments diferents, segle xiii (torre sud) i s. XIV (torre nord), són de complexió molt similar. Es diferencien en el fet que la torre nord esta girada vers l'orientació de la torre sud per tal de no anul·lar-se les vistes entre si. Les torres eren propietat de la casa de la Vega, però amb el matrimoni de Leonor de La Vega (mare del Marqués de Santillana) i de Diego Hurtado de Mendoza, passaren a ser del senyoratge dels Mendoza.
Al 1962 el castell esdevingué propietat de l'Ajuntament de la Hermandad de Campóo de Suso. El municipi assumí fer-ne les obres de restauració i rehabilitació (1983 a 1990) amb el finançament de la Diputació Regional de Cantàbria, i l'habilità com a centre turístic i cultural de la comarca de Campoo.

## Història
El castell va ser construït al s. XII pel rei Alfons XI. Abans de la seva construcció hi va haver una necròpolis medieval. Aquesta dada va ser confirmada quan, al 1989 en una intervenció arqueològica d'urgència (a l'interior de la Torre Medieval i en el pati d'armes), es varen descobrir les restes d'una ermita del s. IX sota la advocació de San Vicente mártir que en dona origen al nom del castell.
L'ermita va ser traslladada al pati al s. XVIII, només se’n conserva una necrópolis amb vuit tombes localitzades mitjançant radicacions i un esquelet del s. IX que es pot veure en el pati del castell.
El rei Alfons XI al segle xiii el va cedir al seu fill Tello Alfonso, primer senyoriatge d'Aguilar, Marqués d'Argüeso i Comte de Biscaia. Aquest, en el seu segon matrimoni amb Leonor de Guzmán, va cedir-lo al seu fill Juan Téllez, casat amb Leonor de la Vega, hereu dels senyorius de Liebana i Castañeda que va morir en la guerra d' Aljubarrota.
Leonor de la Vega, en segones núpcies, es casa amb Diego Hurtado de Mendoza. Que al 1475 va ser nomenat el Primer Marquès d'Argüeso moment en què els Reis Catòlics varen canviar el senyoritage per marquesat d'Argüeso, convertint el castell en un palau amb un afegitó al cos intermitg amb tres pisos i la façana d'estil més paluenc, així com, una muralla per protegir-ne el pati d'armes. Don Diego Hurtado va tenir dos fills, Iñigo i Aldonza de Mendoza. Els germans van lliurar una guerra pels territori que no va acabar fins al 1576.
Al 1576 el castell perd protagonisme i, en l'Edat Moderna, va seguir sent un centre del marquesat fins a arribar a ser la residència de l'alcalde. El seu darrer propietari, Mariano Téllez Girón, XV duc de l'infantat i XV marquès d'Argüeso, el va vendre al 1869 a particulars.
Al 1962, la seva última propietària, Teresa Rábago García el va cedir al municipi de Campoo de Suso amb la condició que el castell fos restaurat.
En 1983 va ser declarat Bé d'Interés Cultural i posteriorment al 1988 es van inicar unes delicades tasques de rehabiltiació que van permetre la reconstrucció de tot l'espai d'habiltable del castell, del que únicament es conservaben els murs exteriors.
En la reconstrucció, que va durar aproximadament uns 15 anys, en destaca la feina feta sobre pedra i fusta noble, fet de manera tradicional pels artesans de la zona sota les ordres del mestre Tomàs Sobaler, respectant l'estructura original, on es van deixar unes restes que serveixen com a testimoni per estudiar-ne la estratigrafía. També s'hi pot observar una gàrgola original, una roda de molí i l'únic troç de fusta original trobat sota la runa.
En l'interior del castell, s'ha realitzat una rehabilitació integral en fusta de pi. Utilitzant rèpliques d'eines de l'época, sense utilitzar claus per fer-ne les unions. Detalls com les moldures en l'interior dels salons, els porticons i els esgraons, on es poden apreciar els marcatges per incisions en els llistons de fusta que hi va deixar el mestre fuster.

## Exposicions
- Exposició natura 2000 el oso

- Exposicion de cuentos
- Exposició no quedan islas, Angel Izquierdo
- Exposició Don Juan Hormaechea